# 度小满支付

百度錢包標誌

百付寶時期的網站截圖

度小满支付（最初名为百付寶，后更名为百度钱包）是百度旗下的网络安全交易（支付）平台，与其主要业务网站百度有啊同时开放内测，于2008年10月28日与百度有啊同时正式对外开放。目前隶属于百度公司的金融服务事业群组“度小满金融”（旧名“百度金融”）。
目前，度小满支付支持中国工商银行、招商银行、中国建设银行、中国农业银行、中国银行、中信银行和光大银行的个人网上银行系统和交通银行、中国邮政储蓄银行、兴业银行、中国民生银行、华夏银行、浦发银行、珠海农商银行、渤海银行、晋城银行、温州银行、尧都农商银行、广发银行、平安银行、汉口银行的银联支付系统。

## 历史
2013年10月下旬，“百付宝”更名为“百度钱包”。
2017年7月，百度宣布与Paypal达成战略协议，PayPal海外商户将自动接受百度钱包。
2018年4月28日，百度金融正式完成拆分独立运营，公司名称为“度小满”。11月8日，“百度钱包”配合新公司的成立，产品更名为“度小满支付”。